# 三橋総合公園
三橋総合公園（みはしそうごうこうえん）は、埼玉県さいたま市西区にある総合公園である。

## 施設
大宮駅から西に2.5 Kmほど、国道17号新大宮バイパスと鴨川の間に南北に長い敷地をもつ。昭和天皇在位60周年記念事業として整備され、1991年に開園した。テニスコート6面とプール（25 m×15 m、7コース）、体育館、トリム遊具などを備える。プールは1992年10月竣工で、開閉式のかまぼこ型の屋根を持つ。